# Otto von Henning auf Schönhoff
Otto von Henning auf Schönhoff (* 12. September 1813 in Wandersleben; † 25. November 1877 in Erfurt) war ein preußischer Generalmajor und Kommandeur der 19. Infanterie-Brigade.

## Leben

### Herkunft
Otto war ein Sohn des preußischen Hauptmanns und Herrn auf Wandersleben Ernst von Henning auf Schönhoff (1772–1847) und dessen Ehefrau Viktoria, geborene Gottschalck.

### Militärlaufbahn
Nach dem Besuch des Gymnasiums in Erfurt trat Henning am 21. März 1830 in das 31. Infanterie-Regiment der Preußischen Armee ein und avancierte bis Mitte September 1831 zum Sekondeleutnant. Zur weiteren Ausbildung absolvierte er von Oktober 1835 bis September 1837 die Allgemeine Kriegsschule und war von April bis September 1838 zum Lehr-Infanterie-Bataillon kommandiert. Ab April 1839 fungierte Henning bis November 1840 als Adjutant des Füsilier-Bataillons und wurde Anfang Januar 1841 als Adjutant beim III. Bataillon im 31. Landwehr-Regiment nach Naumburg (Saale) kommandiert. Nach kurzzeitigen Truppendienst in seinem Stammregiment erfolgte von August 1845 bis Juni 1852 seine Kommandierung als Kompanieführer beim III. Bataillon im 31. Landwehr-Regiment in Sangerhausen. Als Premierleutnant führte Henning bei der Niederschlagung der Badischen Revolution 1849 eine Landwehrkompanie in den Gefechten bei Heidenheim, Steinmauern, Ladenburg, Muggensturm, Rauental und Niederbühl. Für sein Wirken während der Belagerung von Rastatt erhielt er den Roten Adlerorden IV. Klasse mit Schwertern.
Am 22. Juni 1852 wurde Henning zum Hauptmann befördert und wenige Tage später bis zum 1. November 1853 als Kompanieführer zum 4. Reserve-Bataillon kommandiert. Vier Tage später erfolgte seine Ernennung zum Kompaniechef. Unter Beförderung zum Major wurde er am 19. Mai 1859 Kommandeur des II. Bataillon im 26. Landwehr-Regiment in Burg. Aus diesem Verband formierte sich zunächst Anfang Mai 1860 das 26. kombinierte Infanterie-Regiment und zwei Monate später das 3. Magdeburgische Infanterie-Regiment Nr. 66. Henning wurde Kommandeur des II. Bataillons, übernahm Ende April 1862 das Füsilier-Bataillon und stieg Ende Juni 1864 zum Oberstleutnant auf. Mit der Mobilmachung anlässlich des Deutschen Krieges erfolgte seine Ernennung zum Kommandeur des 2. Posenschen Infanterie-Regiments Nr. 19, dass Henning bei der Main-Armee in den Gefechten bei Dermbach, Kissingen, Aschaffenburg und Gerchsheim führte. Er wurde mit dem Kronen-Orden III. Klasse mit Schwertern ausgezeichnet und zum Oberst befördert.
Sein Regimentschef Joseph von Sachsen-Altenburg würdigte ihn am 9. März 1867 durch die Verleihung des Komturkreuzes II. Klasse des Herzoglich Sachsen-Ernestinischen Hausordens. Am 6. Juni 1868 wurde er Kommandeur des 5. Ostpreußischen Infanterie-Regiments Nr. 41 in Königsberg und bei der Mobilmachung anlässlich des Krieges gegen Frankreich übertrug man ihm das Kommando über die 19. Infanterie-Brigade. Diesen Großverband führte er in den Schlachten bei Weißenburg, Wörth und Sedan sowie vor Paris. Ausgezeichnet mit beiden Klassen des Eisernen Kreuzes wurde Henning am Tag der Kaiserproklamation in Versailles zum Generalmajor befördert. Aus gesundheitlichen Gründen wurde er am 21. Oktober 1871 mit Pension zur Disposition gestellt. Er starb am 25. November 1877 in Erfurt.

### Familie
Henning heiratete am 11. August 1847 in Wandersleben Emilie von Helmolt (1828–1882), eine Tochter des Hauptmanns Franz von Helmolt († 1837). Das Paar hatte mehrere Kinder:
- Kurt (1850–1917), preußischer Generalleutnant ⚭ 1888 Magdalena von Löwenstein zu Löwenstein (1869–1910)
- Armgard (1854–1918) ⚭ 1878 Karl Gynz von Rekowski (1848–1927), preußischer Generalleutnant
- Melanie (1855–1916) ⚭ 1884 Bruno Kronbiegel-Collenbusch, Fabrikant in Soemmerda
- Lucie (1858–1924) ⚭ 1879 Max Weise (1854–1938), preußischer Generalleutnant
- Hans (1866–1929), preußischer Major ⚭ 1889 Elvira Matthießen (* 1868)